# Masters de tennis féminin 2010
Le Masters de tennis féminin est un tournoi de tennis professionnel féminin. L'édition 2010, classée en catégorie Masters, se dispute à Doha du 26 au 31 octobre 2010.
Kim Clijsters remporte le simple dames. En finale, elle bat Caroline Wozniacki, décrochant à cette occasion le 40e titre de sa carrière sur le circuit WTA.
L'épreuve de double voit quant à elle s'imposer Gisela Dulko et Flavia Pennetta.

## Faits marquants
Les Masters de fin de saison se déroulent pour la troisième et dernière fois dans la capitale qatarie. L'épreuve se délocalisera à Istanbul en 2011. Vainqueur de l'édition 2009, Serena Williams, blessée au pied depuis juillet après avoir marché sur des débris de verre dans un restaurant à Munich, ne peut défendre son titre. Également blessée, sa sœur aînée Venus ne participe pas non plus à la compétition.
Les huit joueuses qualifiées pour l'épreuve sont ainsi : Caroline Wozniacki, Vera Zvonareva, Kim Clijsters, Francesca Schiavone, Samantha Stosur, Jelena Janković, Elena Dementieva et Victoria Azarenka. S'y ajoutent deux remplaçantes : Li Na et Shahar Peer (lesquelles ne s'aligneront finalement pas, faute de désistements).

### Matchs de poule
La no 2 mondiale Vera Zvonareva termine en tête du groupe blanc sans concéder le moindre set lors de ses trois matchs, se qualifiant ainsi pour le dernier carré. La Belge Kim Clijsters, vainqueur de l'épreuve en 2002 et 2003, imite la joueuse russe en s'imposant successivement face à Jelena Janković et à Victoria Azarenka. Accessoirement, la Biélorusse s'impose dans un match sans enjeu face à la joueuse serbe, incapable de décrocher la moindre manche en trois confrontations.
Dans le groupe bordeaux, Samantha Stosur mène les débats en s'imposant aisément contre Francesca Schiavone, puis face à la no 1 mondiale Caroline Wozniacki. La Danoise rejoint cependant l'Australienne au stade des demi-finales, grâce à une large victoire contre Elena Dementieva et à un succès face à la lauréate de Roland-Garros qui lui permet au passage de finir la saison au sommet de la hiérarchie mondiale. Schiavone et Dementieva sauvent l'honneur en s'imposant une fois chacune. À l'issue de la confrontation entre ces deux dernières, la joueuse russe, championne olympique en titre, annonce au cours d'un discours sa retraite sportive deux semaines après son 29e anniversaire.

### Demi-finales
Après une première manche accrochée, conclue par un tie-break remporté par Kim Clijsters, la joueuse belge déroule face à Samantha Stosur dans le second set, lors de la première demi-finale. La Belge se qualifie ainsi pour la troisième finale des Masters de sa carrière. Caroline Wozniacki parvient plus tard à rejoindre la Belge, en s'imposant contre Vera Zvonareva dans un match à la physionomie similaire.

### Finale
Dans une rencontre tour à tour nettement dominée par l'une des deux protagonistes, Kim Clijsters fait parler son expérience et finit par s'imposer face à Caroline Wozniacki en trois manches. 
La Belge enregistre à cette occasion son troisième succès aux Masters, après ceux de 2002 et 2003 ; seules Chris Evert, Martina Navrátilová, Steffi Graf et Monica Seles ont, avant elle, au moins gagné trois fois la compétition en simple.

### Double dames
Gisela Dulko et Flavia Pennetta, précédemment gagnantes de six tournois WTA en 2010, triomphent en finale face à Květa Peschke et Katarina Srebotnik. 
Si la paire argentino-italienne finit meilleure équipe de la saison à l'issue de la compétition, seule Dulko accède pour la première fois, le 2 novembre, au rang de numéro un mondiale.

## Fonctionnement de l'épreuve
L'épreuve se dispute selon les modalités dites du « round robin ». Les huit meilleures joueuses de la saison sont séparées en deux groupes de quatre : un groupe dit « blanc » et l'autre « bordeaux », correspondant aux couleurs du drapeau qatari. S'affrontant toutes entre elles, seules les deux premières joueuses de chacun sont conviées en demi-finale, avant l'ultime confrontation pour le titre. 
Le double dames aligne les quatre paires les plus performantes de l'année dans un classique tableau à élimination directe (demi-finales et finale).

## Primes et points
| Tour                           | Prime       | Points |
| ------------------------------ | ----------- | ------ |
| Victoire                       | 1 550 000 $ |        |
| Finale                         | 780 000 $   |        |
| 3 victoires en round robin     | 400 000 $   |        |
| 2 victoires en round robin     | 300 000 $   |        |
| 1 victoire en round robin      | 200 000 $   |        |
| Aucune victoire en round robin | 100 000 $   |        |

| Tour       | Prime     | Points |
| ---------- | --------- | ------ |
| Victoire   | 375 000 $ |        |
| Finale     | 187 500 $ |        |
| 1/2 finale | 93 750 $  |        |

Source: (en) Tableaux officiels de la WTA : simple — double — qualifications [PDF].

## Résultats en simple

### Groupe I (bordeaux)
| # | Vainqueur           | Adversaire          | Score          |
| 1 | Caroline Wozniacki  | Elena Dementieva    | 6-1, 6-1       |
| 2 | Samantha Stosur     | Francesca Schiavone | 6-4, 6-4       |
| 3 | Samantha Stosur     | Caroline Wozniacki  | 6-4, 6-3       |
| 4 | Elena Dementieva    | Samantha Stosur     | 4-6, 6-4, 7-64 |
| 5 | Caroline Wozniacki  | Francesca Schiavone | 3-6, 6-1, 6-1  |
| 6 | Francesca Schiavone | Elena Dementieva    | 6-4, 6-2       |

| # | N°  | Joueuse             | Matchs gagnés-perdus | Sets gagnés-perdus |
| 1 | (5) | Samantha Stosur     | 2-1                  | 5-2                |
| 2 | (1) | Caroline Wozniacki  | 2-1                  | 4-3                |
| 3 | (4) | Francesca Schiavone | 1-2                  | 3-4                |
| 4 | (7) | Elena Dementieva    | 1-2                  | 2-5                |

### Groupe II (blanc)
| # | Vainqueur         | Adversaire        | Score         |
| 1 | Vera Zvonareva    | Jelena Janković   | 6-3, 6-0      |
| 2 | Vera Zvonareva    | Victoria Azarenka | 7-64, 6-4     |
| 3 | Kim Clijsters     | Jelena Janković   | 6-2, 6-3      |
| 4 | Kim Clijsters     | Victoria Azarenka | 6-4, 5-7, 6-1 |
| 5 | Vera Zvonareva    | Kim Clijsters     | 6-4, 7-5      |
| 6 | Victoria Azarenka | Jelena Janković   | 6-4, 6-1      |

| # | N°  | Joueuse           | Matchs gagnés-perdus | Sets gagnés-perdus |
| 1 | (2) | Vera Zvonareva    | 3-0                  | 6-0                |
| 2 |     | Kim Clijsters     | 2-1                  | 4-3                |
| 3 | (8) | Victoria Azarenka | 1-2                  | 3-4                |
| 4 | (6) | Jelena Janković   | 0-3                  | 0-6                |

### Tableau final
|  |                    |            |               |            |                    |     |   |        |        |        |        |        |
|  | 1/2 finale         | 1/2 finale | 1/2 finale    | 1/2 finale | 1/2 finale         |     |   | Finale | Finale | Finale | Finale | Finale |
|  |                    |            |               |            |                    |     |   |        |        |        |        |        |
|  |                    |            |               |            |                    |     |   |        |        |        |        |        |
|  | Caroline Wozniacki | (1)        | 7             | 6          |                    |     |   |        |        |        |        |        |
|  | Caroline Wozniacki | (1)        | 7             | 6          |                    |     |   |        |        |        |        |        |
|  | Vera Zvonareva     | (2)        | 5             | 0          |                    |     |   |        |        |        |        |        |
|  | Vera Zvonareva     | (2)        | 5             | 0          | Caroline Wozniacki | (1) | 3 | 7      | 3      |        |        |        |
|  |                    |            |               |            |                    | (1) | 3 | 7      | 3      |        |        |        |
|  |                    |            | Kim Clijsters |            | 6                  | 5   | 6 |        |        |        |        |        |
|  | Samantha Stosur    | (5)        | Kim Clijsters | 63         | 6                  | 5   | 6 | 1      |        |        |        |        |
|  | Samantha Stosur    | (5)        |               | 63         |                    |     |   | 1      |        |        |        |        |
|  | Kim Clijsters      |            | 7             | 6          |                    |     |   |        |        |        |        |        |
|  | Kim Clijsters      |            | 7             | 6          |                    |     |   |        |        |        |        |        |